# Max Weiß (Fußballspieler)
Max Weiß (* 15. Juni 2004 in Speyer) ist ein deutscher Fußballtorwart, der aktuell beim FC Burnley unter Vertrag steht.

## Karriere

### Verein
Max Weiß begann das Fußballspielen beim SV Waldhof Mannheim, bis er in die Jugendabteilung der TSG 1899 Hoffenheim wechselte. Zur Saison 2018/19 wechselte er in die Jugend des SV Sandhausen und schloss sich in der folgenden Saison der Jugendabteilung des Karlsruher SC an. Für diesen bestritt er vier Spiele in der B-Junioren-Bundesliga und 32 Spiele in der A-Junioren-Bundesliga. Bereits im Spätjahr 2020 begann Weiß bei den Profis zu trainieren, ehe er im Januar 2022 seinen ersten Profivertrag unterschrieb. Sein Startelfdebüt und ersten Profieinsatz in der 2. Bundesliga hatte er am 15. Mai 2022, dem letzten Spieltag, als er bei der 0:2-Auswärtsniederlage gegen den 1. FC Heidenheim in der Startformation stand. In der folgenden Saison stand er bei der 3:2-Niederlage in Düsseldorf für den verletzten Marius Gersbeck erneut im Tor der Blau-Weißen. Im DFB-Pokal der gleichen Saison hütete er außerdem in der ersten Runde beim 0:8-Auswärtssieg gegen die TSG Neustrelitz das Tor des KSC. In der Saison 2023/24 stand er als zweiter Torwart bei 32 Spielen im Kader und wurde an den letzten beiden Spieltagen in die Startaufstellung berufen.
Zur Saison 2024/25 wurde Weiß zur Nummer 1 des KSC befördert und verlängerte im Zuge dessen seinen Vertrag bei den Badnern.
Im Sommer 2025 wechselte er zum FC Burnley und unterschrieb dort einen Vertrag bis 2029.

### Nationalmannschaft
Weiß bestritt von 2021 bis 2022 für die U18 und U19 des DFB insgesamt vier Spiele. 2024 spielte er außerdem für die U20 des DFB.